# Fast & Furious Spy Racers
Fast & Furious Spy Racers (Nederlands: Fast & Furious Spionnenracers) is een Amerikaanse computeranimatieserie uit 2019 op Netflix, geproduceerd door DreamWorks Animation, One Race Films, Original Film en Universal Television. De serie is gebaseerd op de filmreeks The Fast and the Furious, oorspronkelijk bedacht door Gary Scott Thompson. In de serie wordt tienerchauffeur Tony Toretto en zijn vrienden ingezet door de overheidsinstantie om in het criminele straatracecircuit te infiltreren als undercoverspionnen.
Op 9 oktober 2020 verscheen het tweede seizoen. Het derde seizoen werd uitgebracht op 26 december 2020. Het vierde seizoen verscheen op 16 april 2021. Het vijfde seizoen verscheen op 13 augustus 2021.

## Verhaal
Tony Toretto, de neef van Dominic Toretto gaat samen met Echo, Cisco en Frostee infiltreren bij de SH1FT3R-racers onder leiding van Shashi. Ze ontvangen de bestelling en technische ondersteuning van mevrouw Nergens. SH1FT3R gebruikt autoracen als afleiding voor diefstallen en inbraken. Layla, ook bij SH1FT3R, vertrouwt hen. Ze worden echter ontmaskerd door Shashi en Frostee wordt gegijzeld door SH1FT3R. Mevrouw Nergens wil de andere drie weghalen, maar ze weigeren op te geven.

## Stemverdeling
Hieronder volgen de originele Engelstalige stemmen van de reek.

### Hoofdrol
- Tyler Posey als Tony Toretto
- Charlet Chung als Margaret "Echo" Pearl
- Jorge Diaz als Cisco Renaldo
- Luke Youngblood als Frostee Benson
- Camille Ramsey als Layla Gray
- Renée Elise Goldsberry als Ms. Nowhere (Mevr. Nergens)
- Tru Valentino als Gary / Julius

### Bijrol
- Avrielle Corti als  Rafaela Moreno
- Manish Dayal als Shashi Dhar
- Paul Wight als Palindrome
- Lanny Joon als Matsuo
- Olivia Olson als Jun
- Jimmy Tatro als Mitch
- Fred Tatasciore als Rusty / Sudarikov
- Danny Trejo als Tuco
- Tim Matheson als Generaal Dudley
- Vin Diesel als Dominic "Dom" Toretto

## Afleveringen

### Seizoen 1
| Nr. | Titel                    | Regie         | Scenario      | Releasedatum     |
| --- | ------------------------ | ------------- | ------------- | ---------------- |
| 1   | "Born a Toretto"         | Bret Haaland  | Tim Hedrick   | 26 december 2019 |
| 2   | "Enter SH1FT3R"          | Micah Gunnell | Josh Hamilton | 26 december 2019 |
| 3   | "Ghost Twonw Grand Prix" | James Yang    | Mith Iverson  | 26 december 2019 |
| 4   | "The Owl Job             | Leo Riley"    | May Chan      | 26 december 2019 |
| 5   | "The Celestial Vault"    | Micah Gunnell | Tim Hedrick   | 26 december 2019 |
| 6   | "The Final Key"          | James Yang    | Josh Hamilton | 26 december 2019 |
| 7   | "Ignition"               | Leo Riley     | Mitch Iverson | 26 december 2019 |
| 8   | "The Key to the Strip"   | Micah Gunnell | Tim Hedrick   | 26 december 2019 |

### Seizoen 2 (Rio)
| Nr. | Titel                  | Regie         | Scenario             | Releasedatum   |
| --- | ---------------------- | ------------- | -------------------- | -------------- |
| 1   | "Escape from L.A."     | James Yang    | Josh Hamilton        | 9 oktober 2020 |
| 2   | "That Sinking Feeling" | Leo Riley     | Ashley Soto Paniagua | 9 oktober 2020 |
| 3   | "Bem-vindo ao Rio"     | Micah Gunnell | Valeska Rodriguez    | 9 oktober 2020 |
| 4   | "Combustion"           | James Yang    | Emma Dudley          | 9 oktober 2020 |
| 5   | "Driving Blind"        | George Gipson | Mitch Iverson        | 9 oktober 2020 |
| 6   | "An Echo of Nowhere"   | Micah Gunnell | Tim Hedrick          | 9 oktober 2020 |
| 7   | "The Patroness"        | James Yang    | Josh Hamilton        | 9 oktober 2020 |
| 8   | "Tchau, Uggos"         | George Gipson | Tim Hedrick          | 9 oktober 2020 |

### Seizoen 3 (Sahara)
| Nr. | Titel                    | Regie         | Scenario                  | Releasedatum     |
| --- | ------------------------ | ------------- | ------------------------- | ---------------- |
| 1   | "The Giant Haboob"       | Micah Gunnell | Tim Hedrick & Emma Dudley | 26 december 2020 |
| 2   | "The Dead End"           | James Yang    | Josh Hamilton             | 26 december 2020 |
| 3   | "The Empty Well"         | George Gipson | Emma Dudley               | 26 december 2020 |
| 4   | "The Hunt"               | Micah Gunnell | Mitch Iverson             | 26 december 2020 |
| 5   | "The Bedouin Shield"     | James Yang    | Tim Hedrick               | 26 december 2020 |
| 6   | "The Eye of the Sahara"  | George Gipson | Josh Hamilton             | 26 december 2020 |
| 7   | "RoboCleve"              | Micah Gunnell | Emma Dudley               | 26 december 2020 |
| 8   | "Sirocco Fire Explosion" | James Yang    | Tim Hedrick               | 26 december 2020 |

### Seizoen 4 (Mexico)
| Nr. | Titel                             | Regie                     | Scenario                       | Releasedatum  |
| --- | --------------------------------- | ------------------------- | ------------------------------ | ------------- |
| 1   | "Chasing Phantoms"                | George Gipson & Leo Riley | Josh Hamilton                  | 16 april 2021 |
| 2   | "The Convoy"                      | Micah Gunnell             | Emma Dudley                    | 16 april 2021 |
| 3   | "The Fugitives"                   | James Yang                | Lauren Otero                   | 16 april 2021 |
| 4   | "That's a Moray"                  | George Gipson & Leo Riley | Mellori Velasquez              | 16 april 2021 |
| 5   | "The Ocelot King vs. El Mariposa" | Micah Gunnell             | Joanna Lewis & Kristine Songco | 16 april 2021 |
| 6   | "The Siege"                       | James Yang                | Josh Hamilton                  | 16 april 2021 |
| 7   | "Into the Labyrinth"              | Leo Riley                 | Emma Dudley                    | 16 april 2021 |
| 8   | "Don't Go Chasing Lavafalls"      | Micah Gunnell             | Tim Hedrick                    | 16 april 2021 |

### Seizoen 5 (South Pacific)
| Nr. | Titel                       | Regie         | Scenario      | Releasedatum     |
| --- | --------------------------- | ------------- | ------------- | ---------------- |
| 1   | "R.O.A.M. Around the World" | James Yang    | May Chan      | 13 augustus 2021 |
| 2   | "The Rescue"                | George Gipson | Josh Hamilton | 13 augustus 2021 |
| 3   | "Anchors Away"              | Micah Gunnell | Emma Dudley   | 13 augustus 2021 |
| 4   | "Driving and Crying"        | James Yang    | Tim Hedrick   | 13 augustus 2021 |
| 5   | "Ride and Die"              | George Gipson | May Chan      | 13 augustus 2021 |
| 6   | "Ex Machina"                | Micah Gunnell | Josh Hamilton | 13 augustus 2021 |
| 7   | "The Takeover"              | James Yang    | Emma Dudley   | 13 augustus 2021 |
| 8   | "The Toretto Virus"         | George Gipson | Tim Hedrick   | 13 augustus 2021 |

### Seizoen 6 (Homecoming)
| Nr. | Titel                              | Regie                        | Scenario      | Releasedatum     |
| --- | ---------------------------------- | ---------------------------- | ------------- | ---------------- |
| 1   | "Incineration Day"                 | Micah Gunnell                | Josh Hamilton | 17 december 2021 |
| 2   | "Snowed In"                        | James Yang                   | Kyel White    | 17 december 2021 |
| 3   | "Rafaela's Raf-venge"              | George Gipson                | Emma Dudley   | 17 december 2021 |
| 4   | "Fun on the Autobahn"              | Micah Gunnell                | Josh Hamilton | 17 december 2021 |
| 5   | "Detonation"                       | James Yang                   | Emma Dudley   | 17 december 2021 |
| 6   | "Meltdown"                         | George Gipson                | Tim Hedrick   | 17 december 2021 |
| 7   | "Hollywood Beginning"              | Micah Gunnell                | Josh Hamilton | 17 december 2021 |
| 8   | "Dann Hunt"                        | James Yang                   | Emma Dudley   | 17 december 2021 |
| 9   | "Wildcat"                          | George Gipson                | Tim Hedrick   | 17 december 2021 |
| 10  | "Oil and Water"                    | Micah Gunnell                | Kyel White    | 17 december 2021 |
| 11  | "Say Goodbye to Hollywood, Part 1" | James Yang                   | Josh Hamilton | 17 december 2021 |
| 12  | "Say Goodbye to Hollywood, Part 2" | George Gipson & Bret Haaland | Tim Hedrick   | 17 december 2021 |